# OpenUP
OpenUP — итеративно-инкрементальный метод разработки ПО. Позиционируется как лёгкий и гибкий вариант RUP.
В основу OpenUP положены следующие основные принципы:
- Совместная работа с целью согласования интересов и достижения общего понимания;
- Развитие с целью непрерывного обеспечения обратной связи и совершенствования проекта;
- Концентрация на архитектурных вопросах на ранних стадиях для минимизации рисков и организации разработки;
- Выравнивание конкурентных преимуществ для максимизации потребительской ценности для заинтересованных лиц.

OpenUP делит жизненный цикл проекта на четыре фазы: начальная фаза, фазы уточнения, конструирования и передачи. Жизненный цикл проекта обеспечивает предоставление заинтересованным лицам и членам коллектива точек ознакомления и принятия решений на протяжении всего проекта. Это позволяет эффективно контролировать ситуацию и вовремя принимать решения о приемлемости результатов. План проекта определяет жизненный цикл, а конечным результатом является окончательное приложение.
OpenUP делит проект на итерации: планируемые, ограниченные во времени интервалы, длительность которых обычно измеряется неделями. План итерации определяет, что именно должно быть сдано по окончании итерации, а результатом является работоспособная версия. Коллективы разработчиков OpenUP строятся по принципу самоорганизации, решая вопросы выполнения задач итераций и передачи результатов. Для этого они сначала определяют, а затем решают хорошо детализированные задачи из списка элементов работ.
Базовый процесс OpenUP является независимым от инструментов, малорегламентированным процессом, который может быть расширен для удовлетворения потребностей широкого диапазона типов проектов.